# Farwana
Farwana (arab. ‏فرونه‎) – nieistniejąca już arabska wieś, która była położona w Dystrykcie Beisan w Mandacie Palestyny. Została wyludniona i zniszczona podczas wojny domowej w Mandacie Palestyny, po ataku sił żydowskiej Hagany w dniu 12 maja 1948 roku.

## Położenie
Farwana leżała w południowej części Doliny Bet Sze’an. Wieś była położona w depresji na wysokości -125 metrów p.p.m., w odległości 4,5 kilometrów na południe od miasta Beisan. Według danych z 1945 do wsi należały ziemie o powierzchni 499,6 ha. We wsi mieszkało wówczas 330 osób.
| własność gruntów | powierzchnia gruntów (hektary) |
| ---------------- | ------------------------------ |
| Arabowie         | 394,2                          |
| Żydzi            | -                              |
| publiczne        | 105,4                          |
| Razem            | 499,6                          |

| Rodzaj użytkowanych gruntów | Arabowie (hektary) |
| --------------------------- | ------------------ |
| uprawy nawadniane           | 4,2                |
| uprawy zbóż                 | 424,3              |
| uprawa oliwek               | 0,6                |
| zabudowane                  | 1,1                |
| nieużytki                   | 70,0               |

## Historia
Osada jest identyfikowana ze starożytnym miastem Rehov, pochodzącym z czasów egipskiego panowania nad Kanaanem w XX wieku p.n.e. Identyfikacja oparta jest na zachowanych inskrypcjach w odnalezionym tutaj grobie szejka er-Rihab. Badania archeologiczne na wzgórzu Tell Rehov odkryły pozostałości synagogi z III wieku p.n.e.. W późniejszym czasie brak informacji o osadzie.
W okresie panowania Brytyjczyków Farwana była niewielką wsią, której mieszkańcy utrzymywali się z upraw zbóż.
Przyjęta 29 listopada 1947 roku Rezolucja Zgromadzenia Ogólnego ONZ nr 181 przyznała te tereny państwu żydowskiemu. Podczas wojny domowej w Mandacie Palestyny, w dniu 11 maja 1948 roku mieszkańcy wsie w obawie przed żydowskim pogromem uciekli do sąsiedniej Transjordanii. Dzień później opuszczoną wieś zajęli żydowscy żołnierze Hagany (Brygada Golani). Całkowicie wówczas zniszczono wszystkie domy wioski.

## Miejsce obecnie
Teren wioski Farwana pozostaje opuszczony, jednak jej pola uprawne zajął sąsiedni kibuc En ha-Naciw. W 1948 roku założono kibuc Szeluchot, a w 1951 roku moszaw Rechow. Palestyński historyk Walid Chalidi, tak opisał pozostałości wioski Farwana: „Jedyną pozostałością wioski są zrujnowane ściany i podłogi domów”.